# Myoxocephalus verrucosus
Myoxocephalus verrucosus és una espècie de peix pertanyent a la família dels còtids.

## Descripció
- Fa 30 cm de llargària màxima.[3][4]

## Hàbitat
És un peix marí, demersal i de clima temperat que viu fins als 550 m de fondària.

## Distribució geogràfica
Es troba al Pacífic nord: Alaska i Rússia.

## Observacions
És inofensiu per als humans.